# SN 2005ek
SN 2005ek – supernowa typu Ic odkryta 24 września 2005 roku w galaktyce UGC 2526. W momencie odkrycia miała maksymalną jasność 17,50m.